# Cô Kim muốn làm triệu phú
 Cô Kim muốn làm triệu phú  (tiếng Hàn: 파란만장 미스 김 10억 만들기; Romaja: Paran Manjang Miseu Kim 10eok Mindeulgi;  Tiếng Anh: Ms. Kim's Million Dollar Quest,)  là một bộ phim truyền hình được phát sóng trên đài SBS từ ngày 7 tháng 4 năm 2004 đến ngày 27 tháng 5 năm 2004 lúc 9:55 tối thứ Tư và thứ Năm hàng tuần gồm 16 tập. Với sự góp mặt của các diễn viên Kim Hyun-joo, Ji Jin-hee, Kim Sung-ryung, Park Gun-hyung

## Nội dung
Vào đúng ngày cưới của mình, Kim Eun-jae (Kim Hyun-joo) bị chú rể Yoo Young-hoon huỷ hôn. Người chụp ảnh cưới cho cô Park Moo-yeol (Ji Jin-hee), là một tay chơi giàu có, người đã giúp Eun Jae tránh khỏi bẽ mặt bằng cách đóng giả làm chồng cô. Ngay sau đó gia đình của Moo Yeol bị phá sản. Căn nhà của gia đình sẽ được bán nếu anh ta không thể có tiền nhanh chóng. Trong khi đó, Eun-jae tin rằng nếu cô trở nên giàu có thì Young-hoon sẽ quay lại với cô. Vì vậy, Eun-jae và Moo-yeol quyết định hợp tác. Họ chuyển đến ở cùng nhau và lên kế hoạch cùng nhau kiếm tiền. Thật không may, kiếm tiền không dễ dàng như họ đã dự tính. Nhưng cả hai bắt đầu nhận ra rằng mặc dù họ có thể không may mắn về tiền bạc, họ rất may mắn trong tình yêu

## Diễn viên
Các diễn viên chính
- Kim Hyun-joo vai Kim Eun Jae
- Ji Jin-hee vai Park Moo Yeol
- Kim Sung-ryung vai Suh Woo Kyung
- Park Gun-hyung vai Yoo Young Hoon

Các diễn viên phụ 
- Shin Goo - Kim Hee-taek
- Yeo Woon-Kye - Lee Kkeut-sun
- Bong Tae-Gyu - Bong-kyu
- Sung Ji-Ru - Jo Min-ho
- Cho Eun-Sook - Hee Han-ji
- Hong Soo-Hyun - Lee Jin
- Park Sun-Woo - Bae Sang-in
- Park Won-Suk - Mu-yeol's Mother

## Giải thưởng và đề cử
| Năm  | Giải thưởng      | Hạng mục                                                       | Người nhận   | Kết quả   |
| ---- | ---------------- | -------------------------------------------------------------- | ------------ | --------- |
| 2011 | SBS Drama Awards | Nam diễn viên xuất sắc nhất thể loại phim truyền hình đặc biệt | Ji Jin-hee   | Đoạt giải |
| 2011 | SBS Drama Awards | Nữ diễn viên xuất sắc nhất thể loại phim truyền hình đặc biệt  | Kim Hyun-joo | Đoạt giải |